# میو وین نیونت
میو وین نیونت (انگلیسی: Myo Win Nyunt؛ زادهٔ ۱۹ فوریهٔ ۱۹۵۰) بازیکن فوتبال اهل میانمار بود.
وی به‌همراه تیم ملی فوتبال میانمار در بازی‌های المپیک تابستانی ۱۹۷۲ شرکت کرده‌است.